# ПЛ 330 кВ Новоодеська — Арциз
ПЛ 330 кВ Новоодеська — Арциз — запланована до будівництва лінія електропередачі від ПС 330 кВ «Новоодеська» до ПС 330 кВ «Арциз». Метою спорудження ПЛ 330 кВ «Новоодеська — Арциз» є уникнення енергетичної залежності від Республіки Молдова та Російської Федерації у зв'язку з тим, що постачання електроенергії Придунав'ю виконується з території Молдови від Молдовської ДРЕС, яка стала власністю ВАТ «Інтер РАО ЄЕС», та безпосереднє приєднання до Об'єднаної енергосистеми України, а також підвищення як надійності, так і якості електропостачання в південно-західному субрегіоні Одеської області.

## Призначення
Субрегіон складається з Білгород-Дністровського, Болградського та Ізмаїльського районів загальною площею 12,59 тис. кв. км, що становить 39 % території області, а сукупне споживання електроенергії становить приблизно 8-10 % загального обсягу споживання у Південній енергетичній системі. Відсутність генеруючих джерел з гарантованою потужністю спричиняє труднощі із забезпеченням надійного живлення споживачів південно-західної частини Одеської області при проведенні ремонтних робіт основних транзитів 110—400 кВ, які живлять даний регіон. При аварійному відключенні ПЛ 330 кВ «Молдавська ДРЕС — Арциз» живлення споживачів енерговузла ПС 330 кВ «Арциз» відбувається тільки по лініях 110 кВ. Така схема електропостачання є ненадійною, а рівні напруги на прилеглих підстанціях 110 кВ — низькими. Гранична потужність для шин 330 кВ та 110 кВ підстанції має місце при відключення ПЛ 330 кВ «Молдавська ДРЕС — Арциз» за фактом перевантаження ПЛ 110 кВ «Арциз — Старокозаче», ПЛ 110 кВ «Вулканешти — Болград 1» та ПЛ 110 кВ «Вулканешти — Резерв» та складає 200 МВт. Введення в роботу ПЛ 330 кВ «Новоодеська — Арциз» вирішує цю проблему. Після включення в роботу ПЛ 330 кВ «Новоодеська — Арциз» підвищується надійність енерговузлу ПС 330 кВ Арциз, а рівні напруги на прилеглих підстанціях 110 кВ зростають на 8-9 кВ.
Реалізація проєкту планується паралельно з будівництвом нової дороги в обхід с. Паланка протяжністю близько 8,5 км, яка пролягатиме територією України вздовж кордону Республіки Молдова.

## Історія
Роботи щодо будівництва ПЛ 330 кВ «Новоодеська — Арциз» планувалися на виконання Указу Президента України від 27.12.2005 № 1863/2005, постанови Кабінету Міністрів України від 31.03.2004 № 428, розпорядження Кабінету Міністрів України від 27.06.2006 № 436-р та пункту 8 витягу з протоколу № 7 Кабінету Міністрів України від 28.01.2013.
Будівництво ПЛ 330 кВ «Новоодеська — Арциз» було внесено до переліку пріоритетних для держави інвестиційних проєктів до 2023 року розпорядженням Кабінету Міністрів України від 16.12.2020 № 436-р.
За словами голови правління НЕК «Укренерго» Володимира Кудрицького станом на жовтень 2021 на рахунках компанії було достатньо коштів аби повністю реалізувати цей проєкт без залучення кредитних та інших джерел. Було вирішено обрати варіант часткового проходження даної високовольтної лінії по маршруту існуючої повітряної лінії 110 кВ «Староказаче — Канал», власником якої є АТ «ДТЕК Одеські електромережі», з заміною існуючих опор на посилені та проведення спільного монтажу ліній 330 та 110 кВ. Частину опор планується розташувати на земельних ділянках, які передані у власність та користування, у тому числі ДП «Одеське лісове господарство».
26 листопада 2021 року голова Одеської обласної адміністрації Сергій Гриневецький заявив на відкритому діалозі в Агенції регіонального розвитку Одеської області, що проєкт будівництва ПЛ 330 кВ «Новоодеська — Арциз» готовий, всі питання вирішено, а вартість будівництва об’єкту становитиме близько 1,3 млрд гривень.
10 грудня 2021 року НКРЕКП прийняла постанову «Про схвалення Плану розвитку системи передачі на 2022 —  2031 роки», згідно з яким одним з ключових проєктів є будівництво ПЛ 330 кВ «Новоодеська — Арциз» із заміною двох АТ на ПС 330 кВ «Арциз».
18 серпня 2022 року голова Одеської обласної адміністрації Максим Марченко провів робочу зустріч з Головою правління НЕК «Укренерго» Володимиром Кудрицьким, на якій обговорили будівництво повітряної лінії. Пізніше він повідомив, що початок будівництва повітряної лінії очікується вже у 2022 року.
2 грудня 2022 року Одеська обласна рада ухвалила рішення про вилучення 65 гектарів земельних ділянок під охоронною зоною повітряної лінії 110 кВ «Староказаче — Канал» зі складу заповідного урочища «Дністровські плавні».
13 березня 2023 року за результатами торгів на платформі ProZorro переможцем було оголошено ТОВ «Південна енергетична компанія» як виконавця першої черги будівництва повітряної лінії.
6 вересня 2024 року голова Одеської обласної адміністрації Олег Кіпер повідомив, що вже ведуться активні роботи з будівництва нової лінії електропередач. 8 вересня були опубліковані фотографії встановлення опор ЛЕП у плавнях біля села Маяки.

## Технічні характеристики
Протяжність повітряної лінії становитиме близько 104 км (у тому числі 20 км на ділянці переходу через Дністровські плавні). Кількість анкерних (кутових) опор — 54 на переході через заболочену місцевість та 376 на переході
через сушу. Запроектована повітряна лінія буде встановлена на металевих опорах (анкерних) із пальовими бетонними фундаментами. Середня висота опор на перетині річкової зони — від 31 до 100 м (використовується п’ять видів опор різної висоти).

## Вплив на середовище
Проходження лінії електропередачі Новоодеська-Арциз у повітряному варіанті передбачає будівництво опор та під'їзних доріг на 98,83 га площ водно-болотних угідь, що призведе до їх відчуження та руйнації місць поселення гідробіонтів. Будівництво доріг та 47 островів-дамб порушить водообмін між двома частинами плавнів. За таких умов прогнозується деградація значних площ водно-болотних угідь, що будуть значно перевищувати площу відчужену для будівництва.
Під час будівництва на великих площах (острови, під'їзні дороги) буде механічно порушено рослинний покрив, а також сплавини (переплетення живих та відмерлих кореневищ очерету), де законсервована величезна кількість біогенних речовин, важких металів та пестицидів. Так, дослідженнями встановлено, що найактивніше процес акумуляції органічного вуглецю, азоту, кальцію, калію, а також важких металів (заліза, марганцю, міді, цинку, миш'яку, хрому, ртуті, свинцю) та пестицидів відбувається в умовах опріснених ділянок гирлових областей річок. Тому порушення рослинного покрову та руйнування сплавин буде мати негативний вплив на якість води внаслідок потрапляння величезної кількості органічних та токсичних речовин, рослинності, болотних ґрунтів тощо. Ймовірне їх потрапляння в Дністр, що значно погіршить якість води в районі водозабору Дністровської водопровідної станції, що забезпечує Одесу питною водою.